# Seznam argentinskih nogometašev
Seznam argentinskih nogometašev.

## A
- Lautaro Acosta
- Sergio Agüero
- Osvaldo Ardiles
- Roberto Ayala

## B
- Gabriel Batistuta
- Edgardo Bauza
- Carlos Bianchi
- Jorge Burruchaga
- Ever Banega
- Lucas Biglia
- Sebastian Blanco
- Gustavo Bou
- Hernan Barcos
- Pablo Batalla
- Fernando Belluschi
- Roberto Bonano
- Mauro Boselli
- José Luis Brown - Tata

## C
- Esteban Cambiasso
- Mauro Camoranessi
- Lucas Nahuel Castro
- Fabricio Coloccini
- Hernán Crespo

## D
- César Delgado
- Alfredo Di Stefano
- Martin Demichelis

## F
- Luciano Figueroa
- Ubaldo Fillol

## G
- Killy González
- Fernando Gago
- Javier Grbec

## H
- Gabriel Heinze
- Gonzalo Higuan
- Lucas Mario Horvat

## K
- Mario Kempes

## L
- Ezequiel Lavezzi
- Maxi López

## M
- Diego Maradona
- Vicente de la Mata
- Lionel Messi
- Javier Mascherano
- Diego Milito
- Angel Di Maria

## N
- Juan Neira

## O
- Lucas Ontivero
- Ariel Ortega
- Nicolas Otamendi

## P
- Javier Pastore
- Fernando Paternoster

## R
- Pablo Ricchetti
- Juan Román Riquelme
- Carlos Roa
- Maxi Rodriguez
- Marcos Rojo
- Sergio Romero

## S
- Walter Samuel
- Javier Saviola
- Roberto Néstor Sensini
- Leonardo Sigali
- Diego Simeone
- Omar Sívori
- Santiago Solari
- Juan Pablo Sorín
- Eial Strahman

## T
- Carlos Tévez
- Pedro Troglio

## V
- Guido Vadalá
- Fabiana Vallejos
- Juan Sebastián Verón
- Andrés Vombergar
- Sergio Vázquez

## Z
- Javier Zanetti
- Gustavo Zapata